# Ladijska križarska družba
Ladijska križarska družba je podjetje, ki upravlja križarke, ki plujejo po oceanu ali rekah in trži križarjenja javnosti.  Križarske linije se razlikujejo od potniških linij, ki se ukvarjajo predvsem s prevozom potnikov. Čeprav se paketi križarjenj, ki jih ponujajo križarke, razlikujejo, obstaja nekaj skupnih značilnosti, kot so namestitev, vsi obroki in zabava. Potovanje s potniškimi ldajami je za marsikoga veliko bolj udobno in sprošojoče kot ptovanje z drugimi prometnimi sredstvi. Bogate ladijske večerje, bazeni, igralnice, gledališča, disco, wellness, lepe trgovine ter športne aktivnosti so standardni sestavni del ponudbe na velikih križarkah.   Vključujejo lahko alkohol in izlete na obalo, včasih z doplačilom.
Med križarjenji so nekatere neposredni potomci tradicionalnih potniških linij, druge pa so bile ustanovljene od šestdesetih let prejšnjega stoletja dalje posebej za križarjenja. Poslovanje je bilo izjemno nestanovitno; ladje so ogromni kapitalski izdatki z zelo visokimi obratovalnimi stroški, že majhen upad rezervacij pa lahko podjetje zlahka spravi v stečaj. 
Val propadov in konsolidacij v devetdesetih letih prejšnjega stoletja je privedel do tega, da so številna podjetja kupila veliko večja holding podjetja in so začela delovati kot "blagovne znamke" znotraj večjih korporacij. Blagovne znamke obstajajo deloma zaradi ponavljajoče se zvestobe strank, pa tudi zaradi ponujanja različnih ravni kakovosti in storitev.
Velike družbe, ki so najpopularnejše danes: Royal Caribbean International, MSC Cruises, Costa Cruises, Carnival Cruise Line, Cunard Line, Disney Cruise Line, Celebrity Cruises, Princess Cruises, Norwegian Cruise Line, TUI Cruises, P&O Cruises.
- Predstavnosti o temi Cruise lines v Wikimedijini zbirki

1. ↑  »Growth of the Ocean Cruise Line Industry«. Cruise Market Watch. december 2024. Arhivirano iz prvotnega spletišča dne 12. decembra 2024.{{navedi splet}}:  Vzdrževanje CS1: samodejni prevod datuma (povezava)
2. ↑  »Cruise line definition«. Travel industry dictionary. Arhivirano iz prvotnega spletišča dne 24. aprila 2019. Pridobljeno 26. junija 2016.